# Christian Meier (acteur)
Pour les articles homonymes, voir Christian Meier.
Christian Meier est un chanteur et un acteur, notamment de telenovelas, né le 23 juin 1970 à Lima au Pérou.

## Biographie
Christian Meier est le plus jeune de quatre enfants. Son père, Antonio Meier, est un célèbre business man et sa mère, Gladys Zender, une Miss Pérou ayant remporté le concours de Miss Univers (en 1957).
Christian Meier et Pedro Suárez-Vértiz sont les leaders de Arena Hash, un groupe de rock péruvien des années 1980.
Il commence sa carrière télévisuelle et cinématographique en 1993 dans El Ángel Vengador: Calígula, où il apparaît seulement quatre minutes. En juin 1994, il a le rôle principal dans la telenovela Gorrión, où il fait la connaissance de Marisol Aguirre, avec laquelle il se marie et a trois enfants.
En 1996, il lance son premier album solo No me acuerdo quien fui. En 1998, Christian Meier joue dans le film No se lo digas a nadie, adaptation du célèbre roman de Jaime Bayly, dans lequel il interprète le rôle d'un bisexuel. En 2005, il tourne dans La mujer de mi hermano aux côtés de Barbara Mori.
De 2011 à 2012, il joue le rôle du président de la Colombie, dans la série à succès Primera Dama.

## Vie privée
Depuis novembre 2008, Christian Meier est divorcé de Marisol Aguirre, la mère de ses trois enfants. 
Il a été fiancé à l'actrice Genesis Rodriguez qu'il a rencontrée sur le tournage du feuilleton télévisé Doña Barbara. Ils sont aujourd'hui séparés. 

## Filmographie sélective
- 1996 : Obsesion (Pérou) : Jimmy Martel / Jano
- 1997 : Escandalo (Pérou) : Álvaro
- 1998 : Luz Maria (Pérou) : Álvaro
- 1998 : No se lo digas a nadie : Gonzalo
- 1999 : Isabella, Mujer Enamorada (Pérou) : Fernando De Alvear
- 1999 : Me muero por ti (Telemundo) (USA) : Alfonso Hidalgo
- 2001 : Amores... Querer Con Alevosía (Mexique) : Pablo Herreros
- 2001 : Lo Que Es el Amor (Mexique) : Efrén Villarreal
- 2003 : Luciana y Nicolas (Pérou) : Nicolás Echevarría
- 2004 : Luna l'héritière (Caracol) (Colombie) : Mauricio García
- 2005 : La Tormenta (Telemundo)  (Colombie-USA) : Santos Torrealba
- 2007 : Decisiones (Telemundo) (USA) : Troquero
- 2007 : Zorro, la Espada y la Rosa (Telemundo) (Colombie-USA) : Diego de la Vega / Zorro
- 2008 : Dona Bárbara (Telemundo) (Colombie) : Santos Luzardo
- 2011 : Alguién te mira (Telemundo) (USA) : Rodrigo Quintana
- 2011 : Primera Dama (Caracol) (Colombie) : Leonardo Santander
- 2014 : Cosita linda (Venevisión) (Venezuela-USA) : Diego Luján
- 2014 : La malquerida (Televisa)  : Estebán Domínguez
- 2015 : La Femme de mon frère